# Rudolph Bergh (musiker)
Rudolph Sophus Bergh, född 22 september 1859 i Köpenhamn, död 7 december 1924 i Davos, var en dansk zoolog, musikskriftställare och tonsättare. Han var son till läkaren Rudolph Bergh.
Bergh delade på ett säreget sätt sitt liv mellan vetenskap och konst. Magister 1882 studerade han i Würzburg för Carl Semper och därefter i Villefranche-sur-mer och disputerade efter hemkomsten över Undersøgelser over Metamorfosen hos Aulastoma gulo (1885). Han blev 1890 docent i histologi och embryologi vid Köpenhamns universitet. Här lade han grunden till det histologisk-embryologiska laboratoriet och utövade en mycket uppskattad lärarverksamhet. En del hav hans föreläsningar utgavs, såsom Den almindelige Udviklingshistorie (1887), Den dyriske Celle (1892). Han utgav dessutom undersökningar över peridinéerna (1882) och iglarnas, maskarnas och kräftdjurens embryologi samt över blodkärlens byggnad hos ryggradslösa djur. År 1903 lämnade Bergh sin ställning vid universitetet och slog sig ned i Tyskland, där han helt ägnade sig åt musiken. Efter första världskriget återvände han till Köpenhamn och anställdes som lärare i musikteori vid musikkonservatoriet. Bland hans kompositioner, som är starkt påverkade av Johannes Brahms, märks ett requiem (Requiem für Werther), en symfoni, kammarmusik samt en del sånger. Som musikförfattare utgav Bergh bland annat Musiken i det nittende Aarhundrede (1920) och Musikens Historie indtil Beethoven (1926).